# Humedal de Lamiaco
Èl humedal de Lamiaco es una zona húmeda del municipio vizcaíno de Lejona (España). La Vega de Lamiaco está situada casi en la desembocadura de la ría del Nervión-Ibaizábal (la llamada Ría de Bilbao) prácticamente a nivel del mar (+3 m). Se trata de un espacio relíctico de humedal, rellenado pero no urbanizado, en la margen derecha de la ría. Está circundada por tres cauces fluviales: la ría del Nervión, el río Gobelas y el tramo de desembocadura de este unido al río Udondo. La vega consta de dos espacios diferenciados separados por la carretera BI-711, que discurre al borde de la ría: una zona de marisma rellenada y un espacio de limos intermareales.

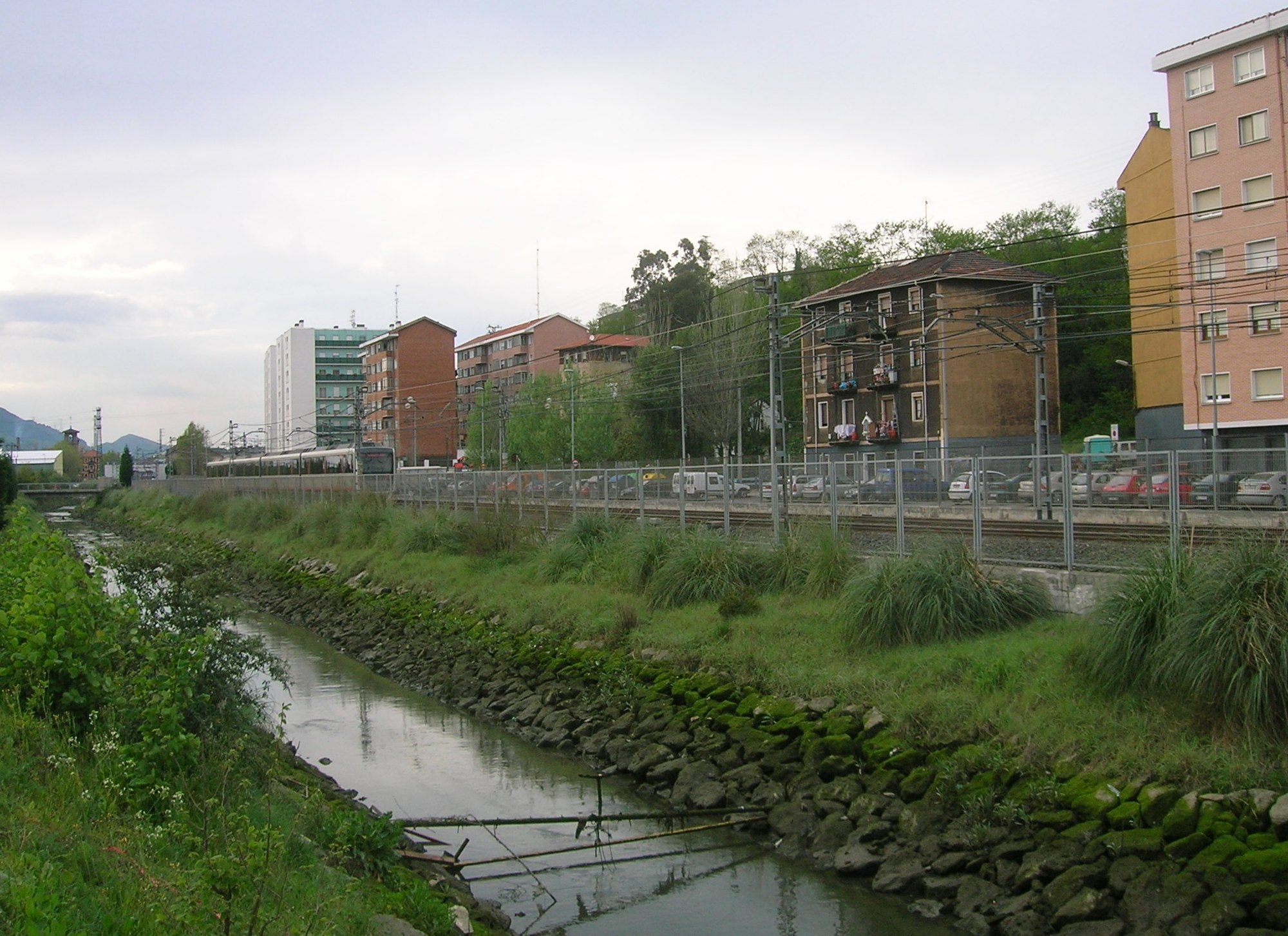
Río Gobelas en Lamiaco.

## Origen
Esta zona, que hasta hace solo un siglo se inundaba con las mareas, se unía con las marismas de Astrabudua formando un complejo marismal de cordones de dunas y lagunas salobres que se extendía desde Asúa hasta Algorta. Fue a mediados del siglo XIX cuando el comerciante e industrial bilbaíno Máximo Agirre Ugarte compró 280.000 m² a la anteiglesia de Guecho e inició la desecación de las marismas y la fijación de la tierra mediante la plantación de pinos marítimos y argomas, intentando encauzar los ríos Gobela y Udondo.

## El Nervión
La ría Nervión-Ibaizabal desemboca en el Cantábrico, en el estuario también conocido como El Abra. Se trata del estuario más extenso y profundo de toda la costa vasca. Prácticamente la totalidad de la zona intermareal del propio Nervión y de sus afluentes se encuentra modificado y ocupado por la urbanización, industria y actividad portuaria.

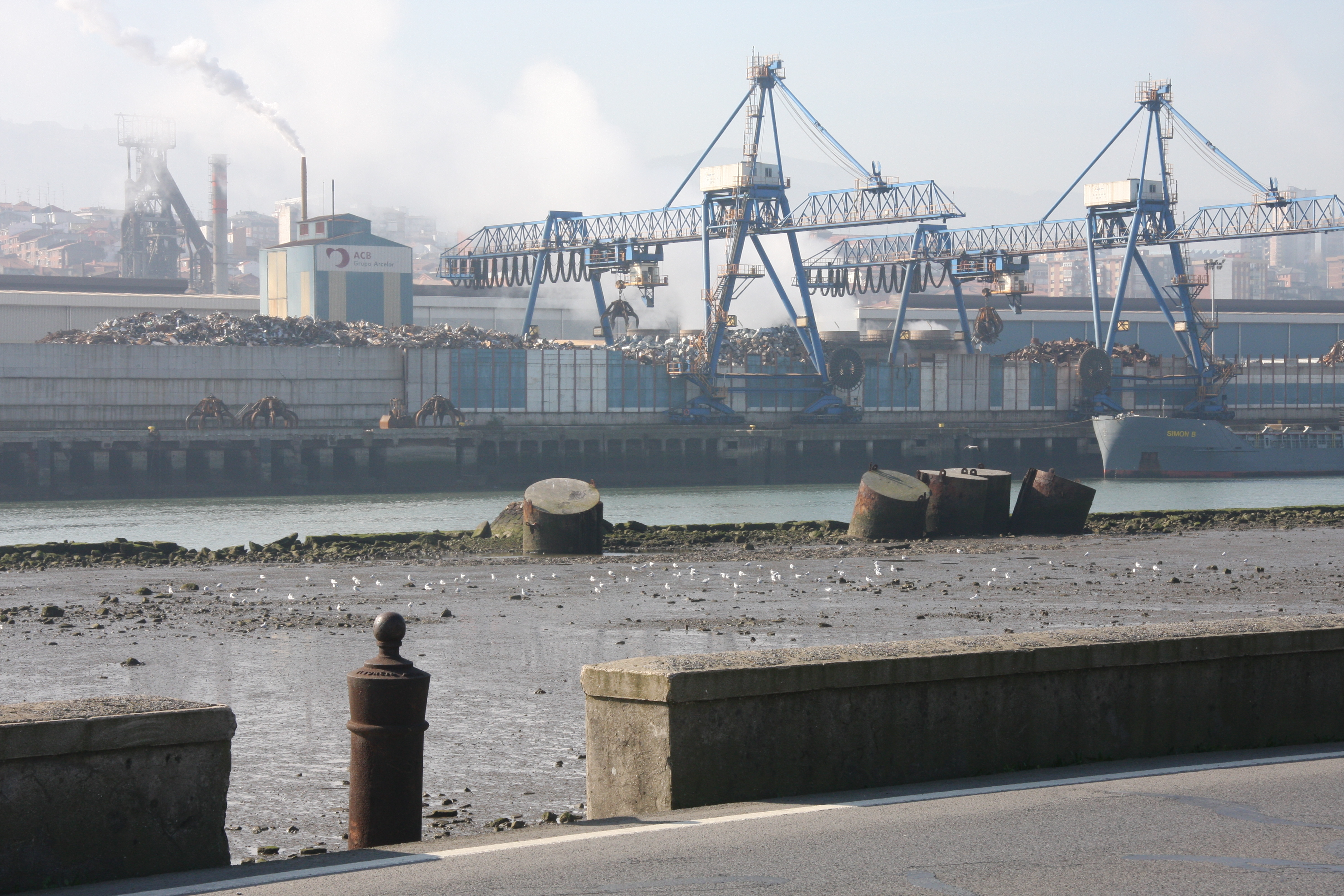
Ría y dársena de Lamiako, desde la carretera BI 711.

## Composición del subsuelo
El área cuenta con una topografía suave (con una cota que oscila entre 3 y 5 metros), y presenta grandes potencias de depósitos de origen aluvial - mareal. Desde el punto de vista de la geología regional, la zona se sitúa en la Cuenca Vasco–Cantábrica, dentro de la unidad de Durango, constituida por materiales del Cretácico Inferior, de edad Albiense Inferior. Dichos materiales consisten fundamentalmente en limonitas, areniscas y margas grises.
Sobre estos materiales del substrato rocoso existe un importante depósito de suelos de origen aluvial - mareal de hasta unos 40 metros de espesor. Sobre estos suelos se han vertido rellenos heterogéneos recientes en un espesor de hasta 7 metros.

## Patrimonio natural

### Flora
La Vega de Lamiako es un enclave que, a pesar de haber sido alterado y sufrir el impacto de especies invasoras, conserva su vocación de marisma manteniendo representación de ambientes y comunidades características de este tipo de ecosistema que delatan la humedad, la salinidad y superficialidad del nivel freático:
- Juncales: de entre las varias especies existentes, destaca la presencia de 27 ejemplares de Juncus acutus  catalogada como Especie Rara (R) (especies cuyas poblaciones son muy pequeñas y están aisladas unas de otras) en el “Catálogo Vasco de Especies Amenazadas de la Fauna y Flora, Silvestre y Marina”.
- Presencia de 2 rodales de Iris pseudacorus, especie que no cuenta con ninguna figura de protección legal pero se considera de especial interés puesto que se trata de una especie propia del hábitat estuárico.
- Carrizales: Estos carrizales oligohalófilos junto con los numerosos juncales subhalófilos de Juncus acutus y los rodales de lirio amarillo, Iris pseudacorus, dan testimonio de la vocación natural de este territorio, puesto que son los vestigios que guardan con su presencia la memoria del estuario que se extendía a ambas orillas del Nervión. Es destacable también la presencia de jóvenes carrizales que emergen entre estas masas de zarzal.

La presencia de saucedas, también típicas de zonas húmedas, ha aumentado de manera muy notable gracias al abandono de este espacio y a que su dinamismo es muy rápido. Se han catalogado en total 143 especies de flora vascular.
Se destaca en el Informe de Vegetación y Flora Vascular, realizado tras las alegaciones presentadas para el Estudio de Impacto Ambiental, cómo debido al desarrollo del Gran Bilbao “ya no existan comunidades características de los hábitats estuáricos (…). En el año 2001 únicamente persistían algunos restos de vegetación estuárica en las orillas del río Castaños y la Vega de Zuloko-Ibarreta en Baracaldo y Sestao, en algunas zonas junto al río Asúa y en las orillas del río Cadagua a su paso por el barrio bilbaíno de Zorroza (Silván & Campos 2002)”.

### Avifauna
Desde hace décadas, la utilización de la avifauna de este espacio es el aspecto más observado y estudiado por gran número de ornitólogos. Se han citado un total de 168 especies de aves, 39 de ellas incluidas en el Catálogo Vasco de especies protegidas.
Al contar con dos tipos de ecosistema, limos intermareales y zona de antigua marisma, junto con los tres cauces fluviales que la circundan, la variedad es muy interesante.

### Reserva de sensibilización y educación medioambiental
Como contrapartida a la instalación de una EDAR, infraestructura susceptible a instalarse en otros emplazamientos, se viene solicitando para este espacio su protección, regeneración y utilización por parte de la vida silvestre y aula viva de sensibilización medioambiental para diversos colectivos.

## Vulnerabilidad
En 2004 queda aprobado el PTS de Zonas Húmedas del País Vasco que identifica e inventaría los humedales de la CAPV. Afirma, literalmente, “la desaparición – irreversible en algunos casos- de 7 de las 17 rías con las que originariamente contaba el País Vasco” y afirmaba que una de estas rías era la de Bilbao. Se decía concluyentemente que “habiendo desaparecido o presentando una dinámica exclusivamente submareal, no presenta un nivel de funcionalidad suficientemente representativo de la rica y compleja gama de actividades desarrolladas en los estuarios”; en una tabla que representaba el estado actual de la superficie funcional de las rías del País Vasco se afirmaba la inexistencia de superficies intermareales en el estuario del Nervión.
En 2005 se solicitó la inclusión de la Vega de Lamiako en el Grupo II. En el borrador publicado en 2010 aparecía la Vega de Lamiako en el Grupo III como un complejo: Antigua marisma / Limos intermareales. Se presentaron alegaciones instando a que pasara a formar parte del Grupo II vinculada, a través del corredor ecológico natural que constituye el río Udondo, (complejo más amplio) con la cercana zona húmeda de Astrabudúa incluida desde 2004 en este grupo.
El 31 de mayo de 2011 se publica en el BOPV el inventario actualizado del Plan Territorial Sectorial (PTS) de Zonas Húmedas. La Vega de Lamiako entra al Grupo III como complejo compuesto por dos zonas: humedal / lodos intermareales.

## Amenazas
A pesar  de la demanda de protección y el establecimiento de un régimen apropiado de usos que se recomienda a los humedales presentes en el grupo III, actualmente el Humedal de Lamiako está camino de su desaparición o de una importante afección debido a los planes urbanísticos planeados dentro y en torno a la marisma. La mayor de las amenazas es el proyecto de instalación de una gigantesca depuradora de aguas fecales que daría servicio a 11 municipios (Berango, Derio, Erandio, Guecho, Leioa, Lezama, Loiu, Sondika, Urdúliz, Sopelana y Zamudio), aparte de sobrantes varios de la depuradora de Galindo, con unos cálculos poblacionales superiores a las 320.000 personas.

### Estación Depuradora de Aguas Residuales (EDAR)
El Plan de saneamiento del Gran Bilbao fue diseñado en el año 1979, acordándose la construcción de 4 plantas depuradoras: Musques, Galindo, Lamiaco y Echévarri. En este momento se encuentra en funcionamiento las de Musques y la de Galindo (Sestao) en la margen izquierda de la ría que trata así mismo las aguas de la margen derecha que le llegan a mediante  un interceptor que envía las aguas a través de un conector bajo la ría gracias a la Estación de Bombeo situada en la Vega de Lamiaco.
La EDAR planteada tendría una superficie aproximada de 79.229,50 metros cuadrados y tendría en su punto más alto, 26 metros de altura. A priori, sería una depuradora cerrada, es decir, que la línea de fangos así como los procesos depurativos estarían bajo techo, lo cual disminuiría teóricamente la existencia de malos olores y de ruidos, en una zona ya castigada por la contaminación acústica (tráfico rodado, Acería de Sestao …).
La legislación actual exige un Estudio de Impacto Ambiental que recoja entre otras cuestiones un inventario actual y completo de la fauna existente. Sin embargo, el Anteproyecto publicado en el verano de 2009 no recogía este aspecto porque, como reconocía, “no se había tenido un momento favorable para hacerlo”.
Por otro lado, la exigencia legal que el propio Ministerio de Medio Ambiente cita entre los condicionantes que debía recoger el Anteproyecto de incluir “un estudio de alternativas y justificación de la solución adoptada”, también obvió en el Anteproyecto por considerarla innecesaria. Y eso a pesar de que el Tribunal Supremo ordenó El Tribunal Supremo ordena derribar una depuradora en 2005 una depuradora ya construida en Cantabria con las mismas características de la de Lamiako.
Por estas y otras razones, varios grupos ecologistas y ciudadanos presentaron en  septiembre de 2009, distintas alegaciones al Anteproyecto (publicado un mes antes). Entre ellas destacan las siguientes:
- La redacción de un Plan riguroso de Impacto Ambiental que recoja estudios de fauna, flora y conectividad ecológica.
- la revisión y actualización del Plan de Saneamiento, que data de 1979.
- la búsqueda de alternativas de ubicación dentro de los 160 kilómetros cuadrados que ocupa el margen de actuación de esta depuradora.
- la búsqueda de alternativas a la tecnología planteada, pasando de dos únicas grandes depuradoras (Galindo y Lamiaco) a varias depuradoras más pequeñas. Primando la separación la separación de aguas pluviales y fecales, el volumen total de aguas a depurar sería mucho más reducido, lo cual haría innecesario depuradoras tan grandes.
- la constitución de un plan de ordenación urbanística pormenorizada de la zona afectada, que impida el desarrollo de usos lucrativos en terrenos de dominio público, dedicando las áreas a usos dotacionales para la ciudadanía y espacios protegidos para las aves y flora.

Sólo el primero de los puntos ha tenido respuesta, presentándose en la primavera de 2010 los informes de flora y fauna; estudios realizados en tiempo record en el invierno 2009-2010, sin duda la estación menos idónea para estudios de este tipo.
- El estudio de flora  señala que “las comunidades vegetales señaladas (carrizales, Juncus acutus y rodales de Iris pseudacorus)  forman parte del hábitat de interés comunitario 1130, los estuarios, actualmente reconocido y protegido por la Directiva Hábitat de la UE”.
- El estudio de fauna está basado en informes de la Dirección de Biodiversidad del Gobierno Vasco y plantea potencialidades (especies que “podrían encontrarse”) ciñéndose además al espacio estricto previsto para la EDAR sin  tener en cuenta que los ecosistemas no pueden estudiarse de semejante manera.

El resto de las alegaciones aún no han sido respondidas y eso a pesar de que a finales de ese mismo año 2009, la Confederación Hidrográfica del Cantábrico reservó una partida económica para la tramitación de la documentación ambiental y preveía la licitación de la obra para 2010.
La evolución social hacia el respeto por el medioambiente y un desarrollo sostenible en los últimos tiempos es imparable. Sin embargo, la Confederación Hidrográfica del Cantábrico y el Ministerio de Medio Ambiente dan por hecha esta ubicación. Y eso que a  fecha de marzo de 2011, aún no se sabe de forma definitiva si el proyecto sale adelante o no. La crisis económica parece que ha La depuradora de Lamiaco se atasca en los despachos también a este proyecto que calculaba un presupuesto en torno a 116 millones de euros en agosto de 2009.

### Ayuntamiento de Lejona
El Ayuntamiento de Lejona, que reconocía en la Línea Estratégica Protección y Recuperación del Medio Natural de su Plan de Acción Local para la Sostenibilidad (2006) la dársena de Lamiako uno de los tres elementos significativos desde el punto de vista medioambiental (bosque de Pinosolo - parque de Artatza - dársena de Lamiako), plantea la instalación de elementos terciarios industriales y residenciales.
Aunque en 2001, la EDAR de Lamiako fue calificada como “de interés general”, por lo que la autoridad municipal quedaba fuera de juego, es muy reseñable que el Ayuntamiento de Leioa nunca haya manifestado de forma pública y activa su oposición a este proyecto.

### Diputación de Vizcaya y Consorcio de Aguas Bilbao Vizcaya
La obcecación de Diputación de Vizcaya y Consorcio de Aguas de Vizcaya por mantener vigente un Plan de Saneamiento de 30 años, basándolo todo en dos únicas grandes depuradoras (Galindo y Lamiaco), conectadas entre sí, una enfrente de otra y casi al final de la cuenca, puede poner en peligro toda la recuperación ambiental de la Ría del Nervión realizada hasta la fecha. Según el catedrático de Hidrogeología de la Universidad del País Vasco), un accidente en una de las dos podría causar un importante desastre ecológico, al no ser capaz la otra de acoger los vertidos de ambas, con lo que los lodos sin depurar llegarían directamente a la ría.

### Gobierno Vasco-Departamento de Transportes
El proyecto de un tranvía y del Puente móvil Sestao-Lamiaco que unirá las dos márgenes de la ría, afectan también a la Vega de Lamiaco al haberse diseñado el paso de la línea por este enclave, así como la instalación de las cocheras donde se alojarán los convoyes. Estas obras han comenzado a afectar la Vega con trabajos de desbroce comenzados a finales de 2010.
La Directiva Hábitats (Directiva de la Unión Europea adoptada en 1992 que tiene por objeto la conservación, la protección y la mejora de la calidad del medio ambiente), clasifica jerárquicamente los hábitats naturales de interés comunitario, prioritarios o no, y el primero de ellos lo constituyen los Hábitats costeros y vegetaciones halofíticas; en el  informe de flora encargado por la Confederación para el Estudio de Impacto Ambiental se señala cómo “en la Vega de Lamiaco existen actualmente importantes y extensas masas de carrizal maduro, junto con pequeños, jóvenes y pujantes carrizales que emergen de forma renaciente en ciertos puntos de zonas actualmente ocupadas por zarzales y comunidades nitrófilas y ruderales”. Sin embargo es flagrante el poco interés del Gobierno Vasco en proteger tanto este Humedal de Lamiako como otros cercanos con los que interactúa, como el Humedal de Astrabudua.

### Ministerio de Medio Ambiente y Confederación Hidrográfica del Cantábrico
Insistir en la ubicación de la EDAR en Lamiako pone en grave peligro al Humedal de Lamiako, tanto por su fase de construcción que se prolongará durante 54 meses (excavaciones, voladuras, tráfico de maquinaria pesada,…) como en su fase de explotación, que enterraría, literalmente, al humedal.

### Plataforma en Defensa de la Vega de Lamiako
Hasta 17 grupos de carácter medioambiental (Sociedad Española de Ornitología SEO/BirdLife; WWF Bizkaia; Sociedad Ornitológica Lanius; Sociedad de Ciencias de Sestao. Dpto. de Botánica; Instituto Alavés de la Naturaleza (IAN); Ekologistak Martxan Bizkaia;
Asociación Medioambiental IZATE; Mutriku Matur Taldea; Txirpial; Galtzagorriak; Txipios Bai; Orioko Herrio Natur Taldea; Kima Berdeak; Meatzaldea Bizirik; Sagarrak; Karrantza Naturala;Eguski) asesorados por expertos en diferentes disciplinas (ornitología, ecología, botánica, herpetología…), vienen participando desde 2003 en diferentes acciones de esta campaña, apoyados por la Plataforma Ciudadana contra la depuradora de Lamiako (constituida por asociaciones vecinales y ciudadanos a título particular). Se demanda la regeneración y protección de la Vega de Lamiako por las siguientes razones:
- Normativa internacional sobre el carácter prioritario de protección para los humedales.
- Normativa internacional para la protección de zonas de reposo y alimentación de aves migratorias
- Importancia de la Vega de Lamiako:

1. Por su carácter relíctico: patrimonio natural único posible de recuperación de lo que fue el magnífico estuario del Nervión
2. Por sus valores naturales: flora y avifauna protegida que lo utilizan.
3. Por su importancia como aula viva de sensibilización medioambiental

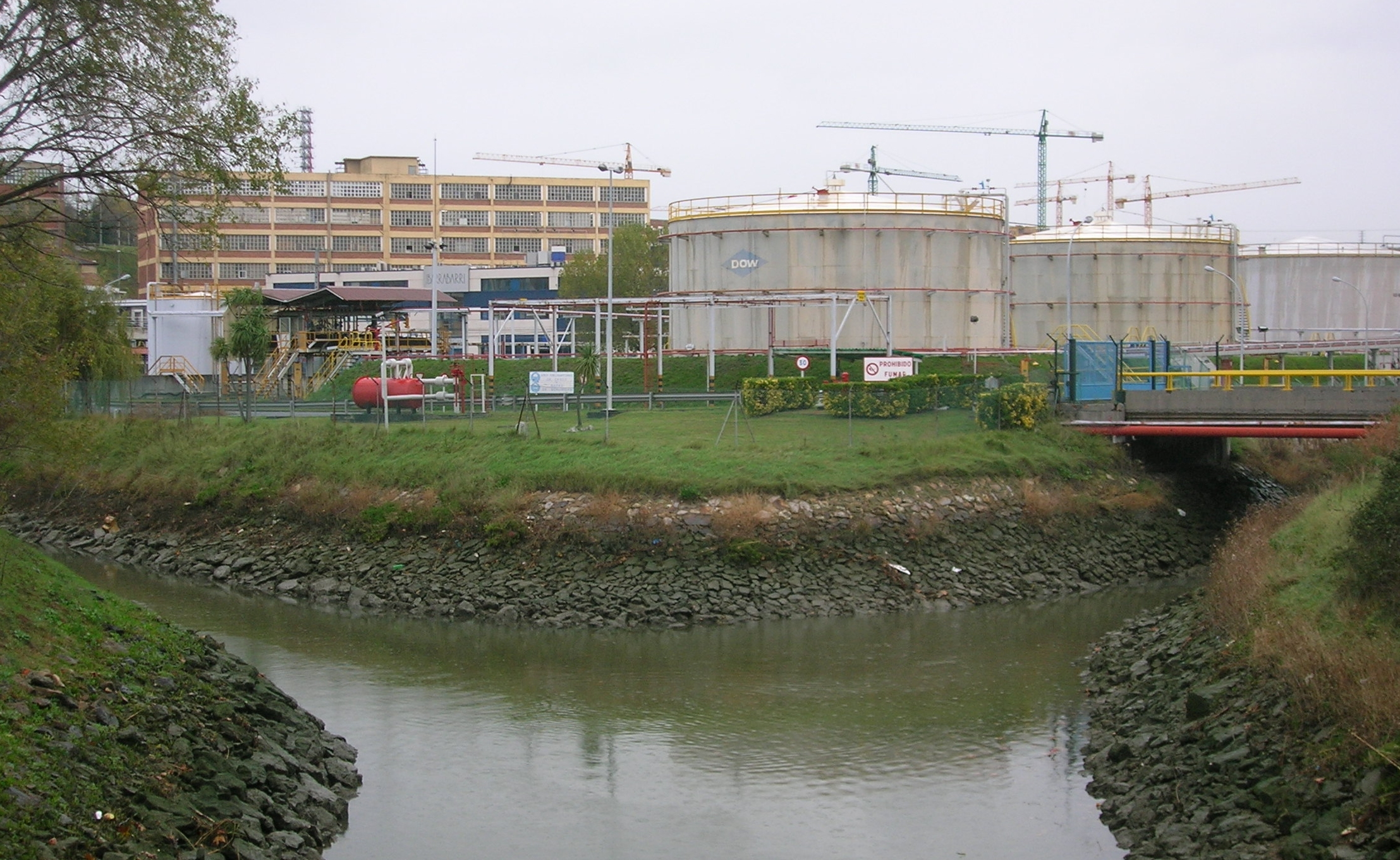
Confluencia de los ríos Gobela y Udondo.